# DFI零售集團

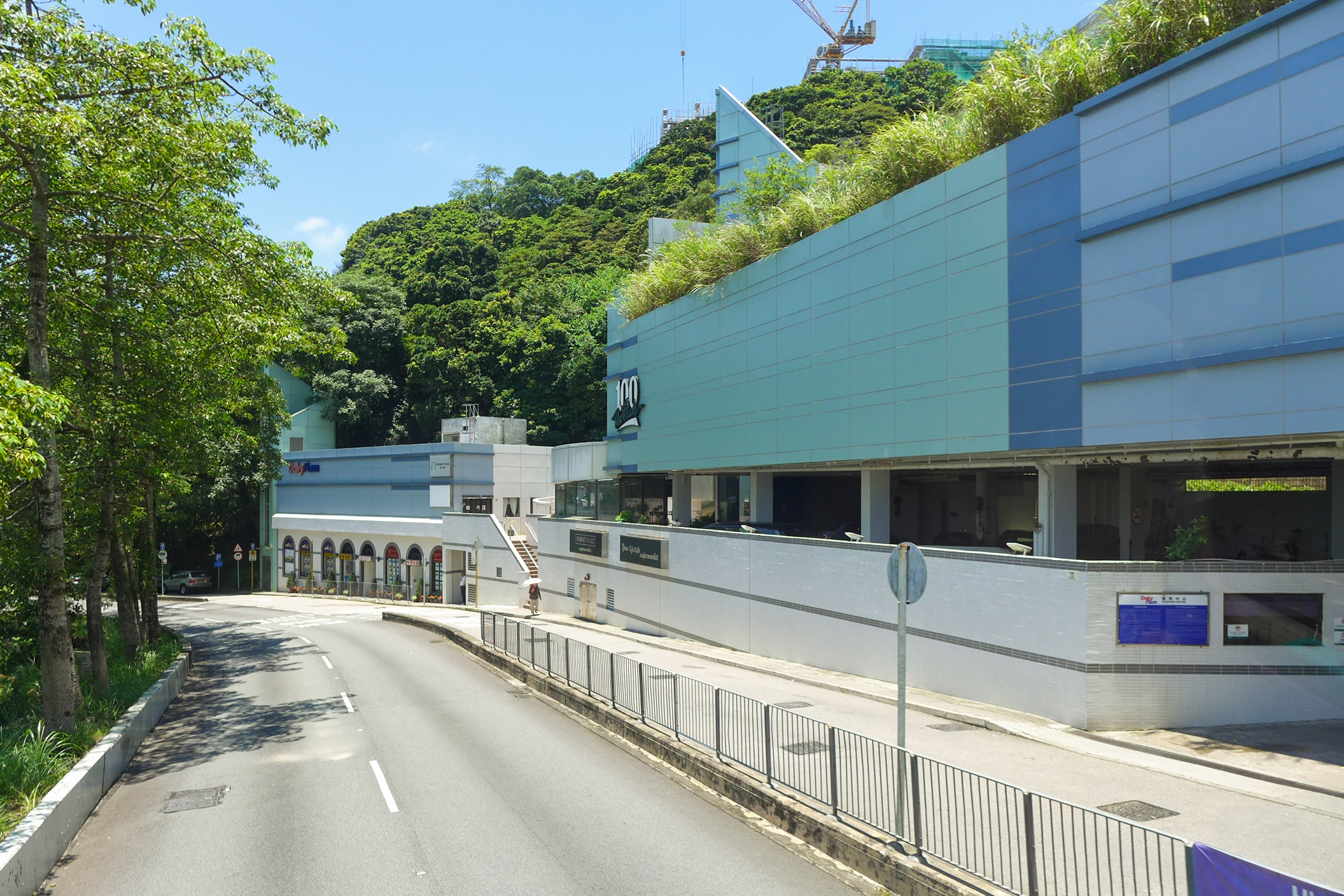
山頂購物中心

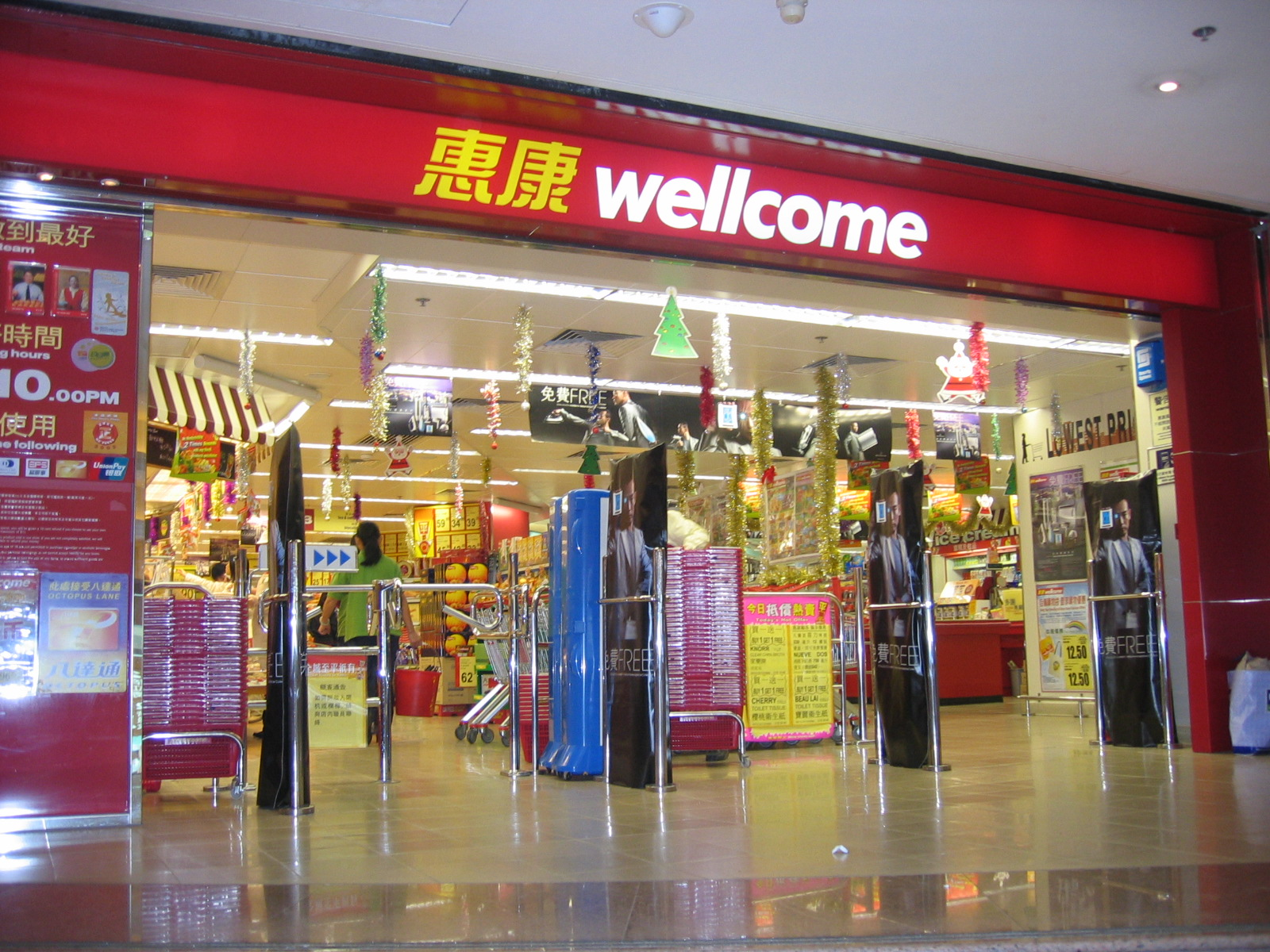
惠康超級市場（形象翻新前）

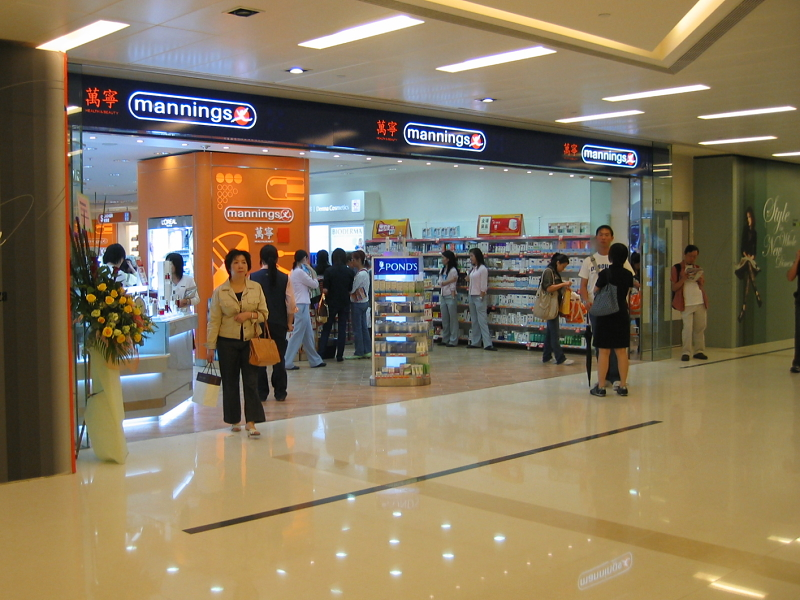
萬寧藥房（形象翻新前）

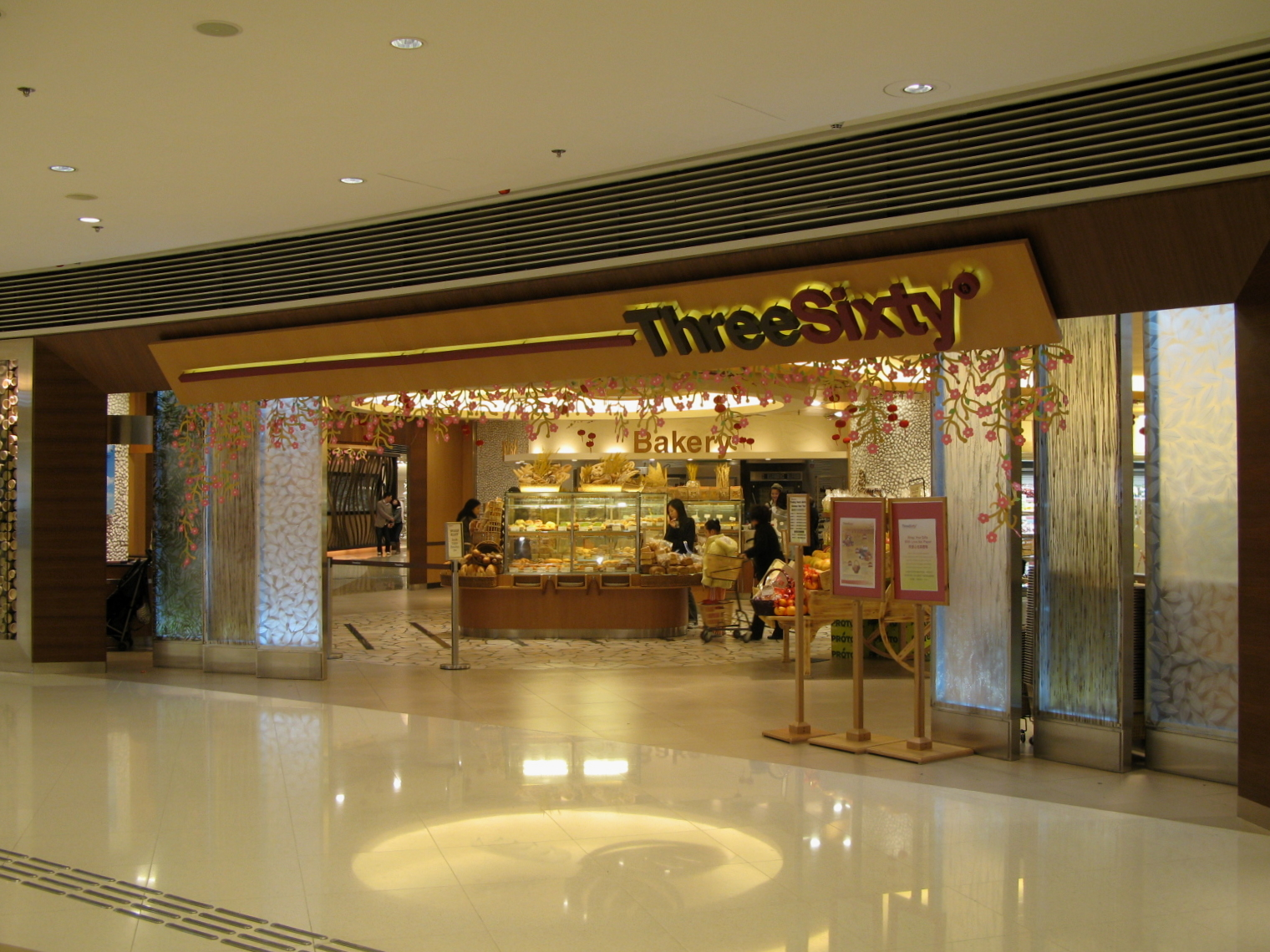
ThreeSixty於圓方旗艦店（已改名為3hreeSixty）

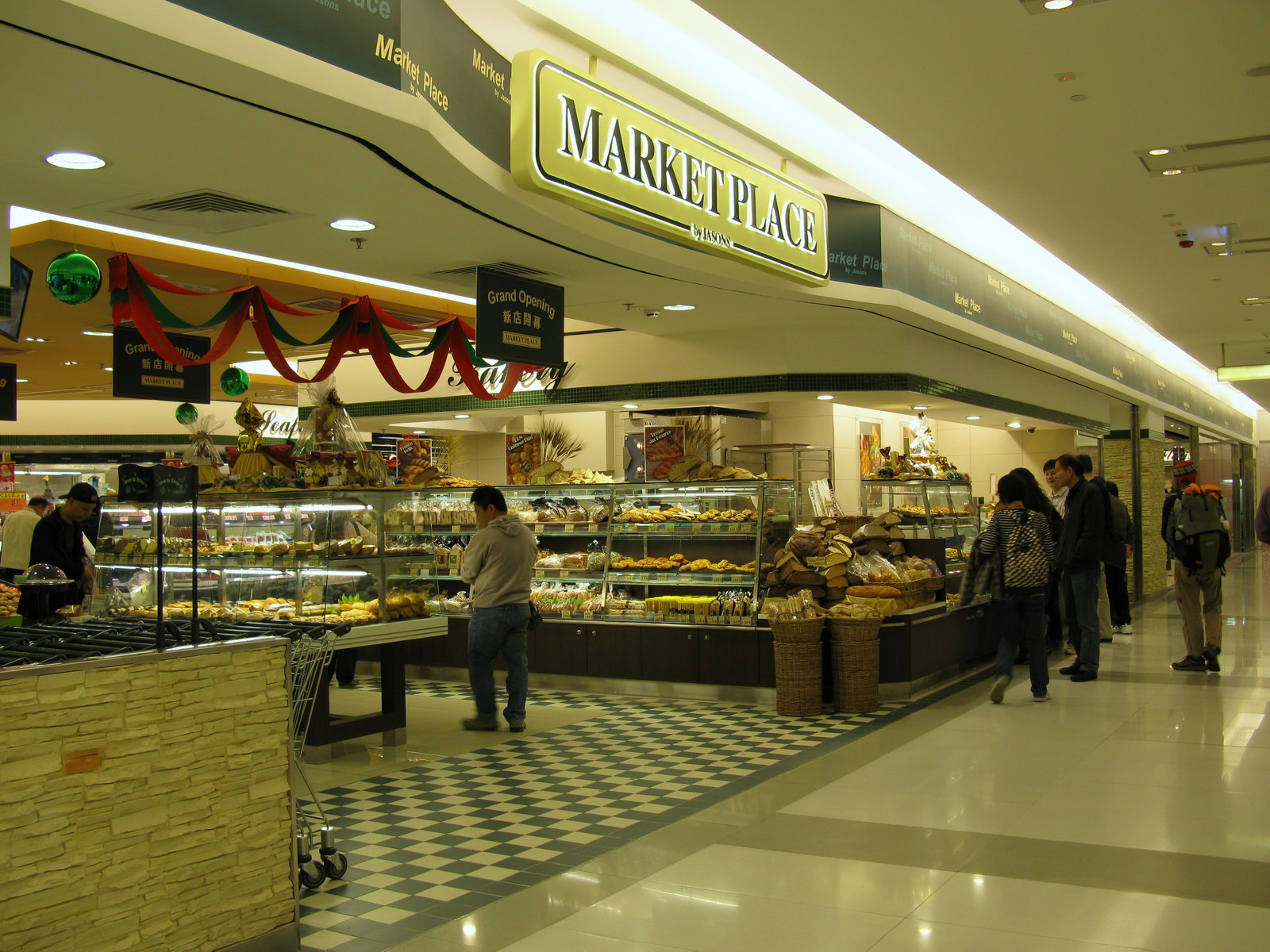
Market Place by Jasons

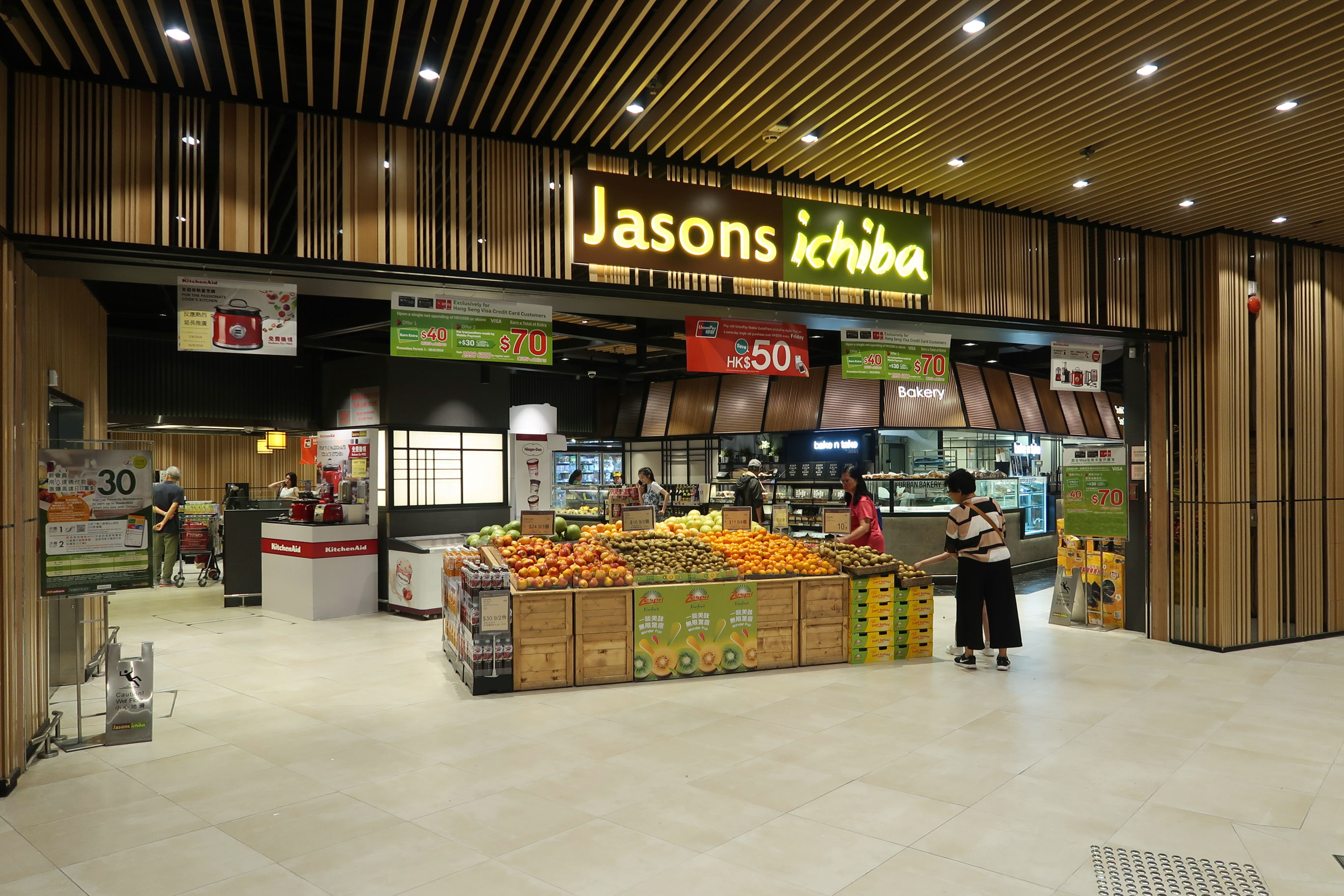
將軍澳中心Jasons ichiba

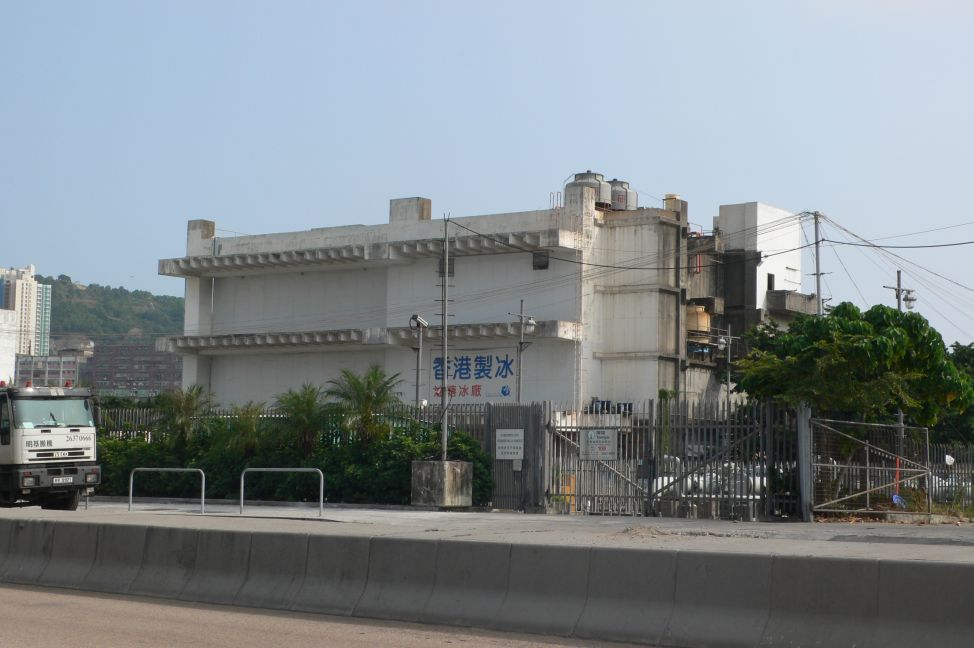
香港製冰及冷藏位於油塘的冰廠

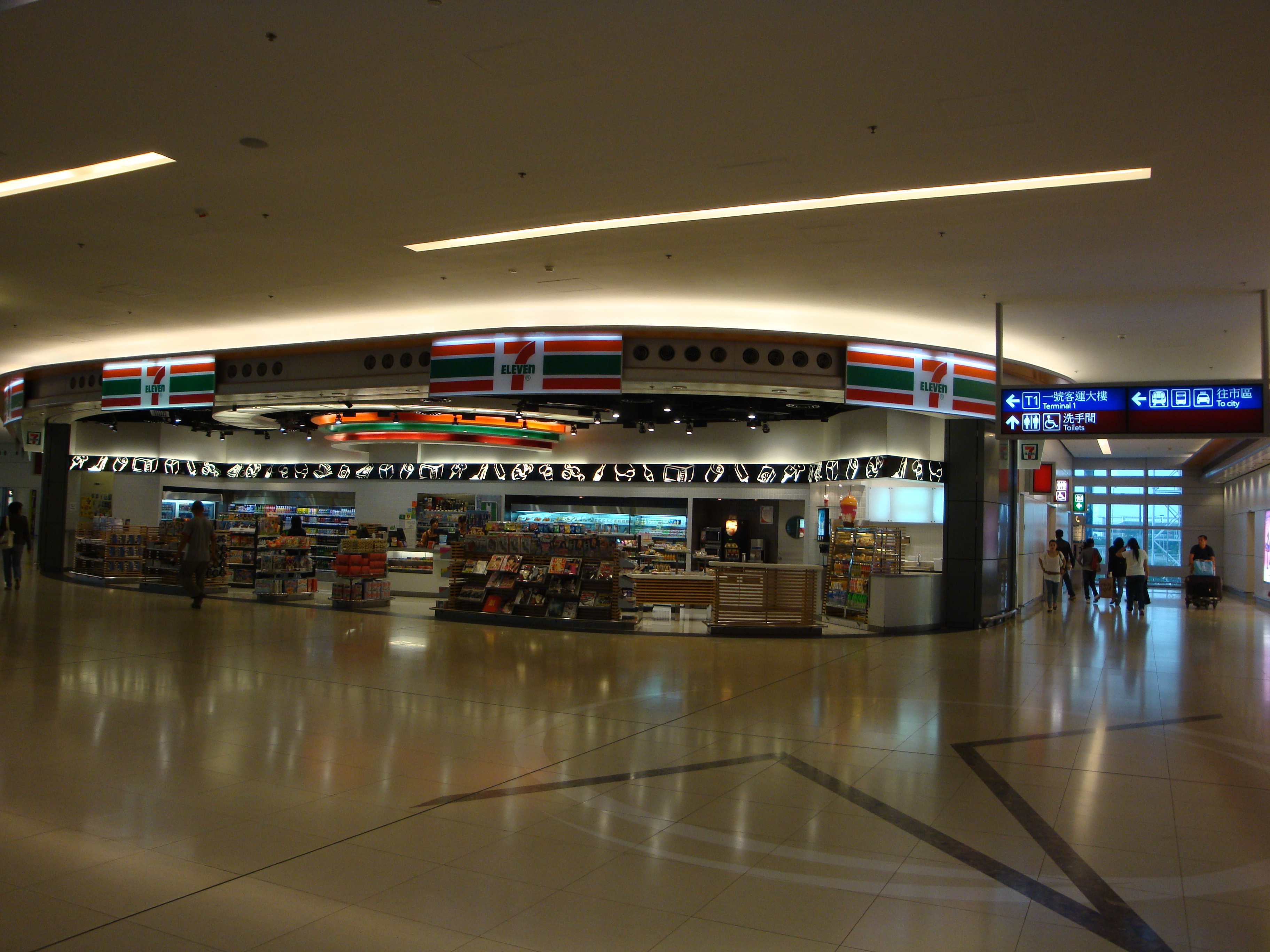
7-11

DFI零售集團（英語：DFI Retail Group，SGX：D01，LSE：DFIB，BSX：DFIBD.BH），原名牛奶國際控股有限公司（英語：Dairy Farm International Holdings Limited），簡稱牛奶公司，公司在百慕達註冊，是怡和洋行屬下在亞洲的一家零售集團，主要經營超級市場、量販店、便利店及藥房和透過持有50%股權的美心食品在亞州多國經營飲食業務，截至2020年年尾在亞洲十二個國家共有9997間分店，員工23萬，收入281.59億美元，盈利2.71億美元
2007年3月底，新加坡人郭伯鈞（Michael Kwok）升任該公司的行政總裁，是第一位亚洲人出任该集团的行政總裁，接替退休的方励图（Ron Floto）。

## 歷史

### 早期
牛奶公司創辦於1886年，由蘇格蘭籍醫生，後世尊為熱帶醫學之父的爵士（Sir Patrick Manson）與5位香港商人合作成立。早期牛奶公司以3萬港元在港島西區薄扶林建立牧場，飼養80隻從英國入口的乳牛生產新鮮牛奶。1892年在中環下亞厘畢道興建倉庫，以現今的藝穗會及香港外國記者會會址作辦公室。
1904年，牛奶公司開始進口凍肉到香港，並在中環倉庫開設首間零售店。1918年，第二間牛奶公司店舖在九龍彌敦道開設，為香港漁船提供大量冰塊。
1960年，牛奶公司與連卡佛合作創辦的子公司大利連（Dairy Lane）在香港中環開設大利連超級市場，是香港第一間超級市場。1970年代大利連曾在銅鑼灣珠城大廈設有分店，1980年代易名惠康。

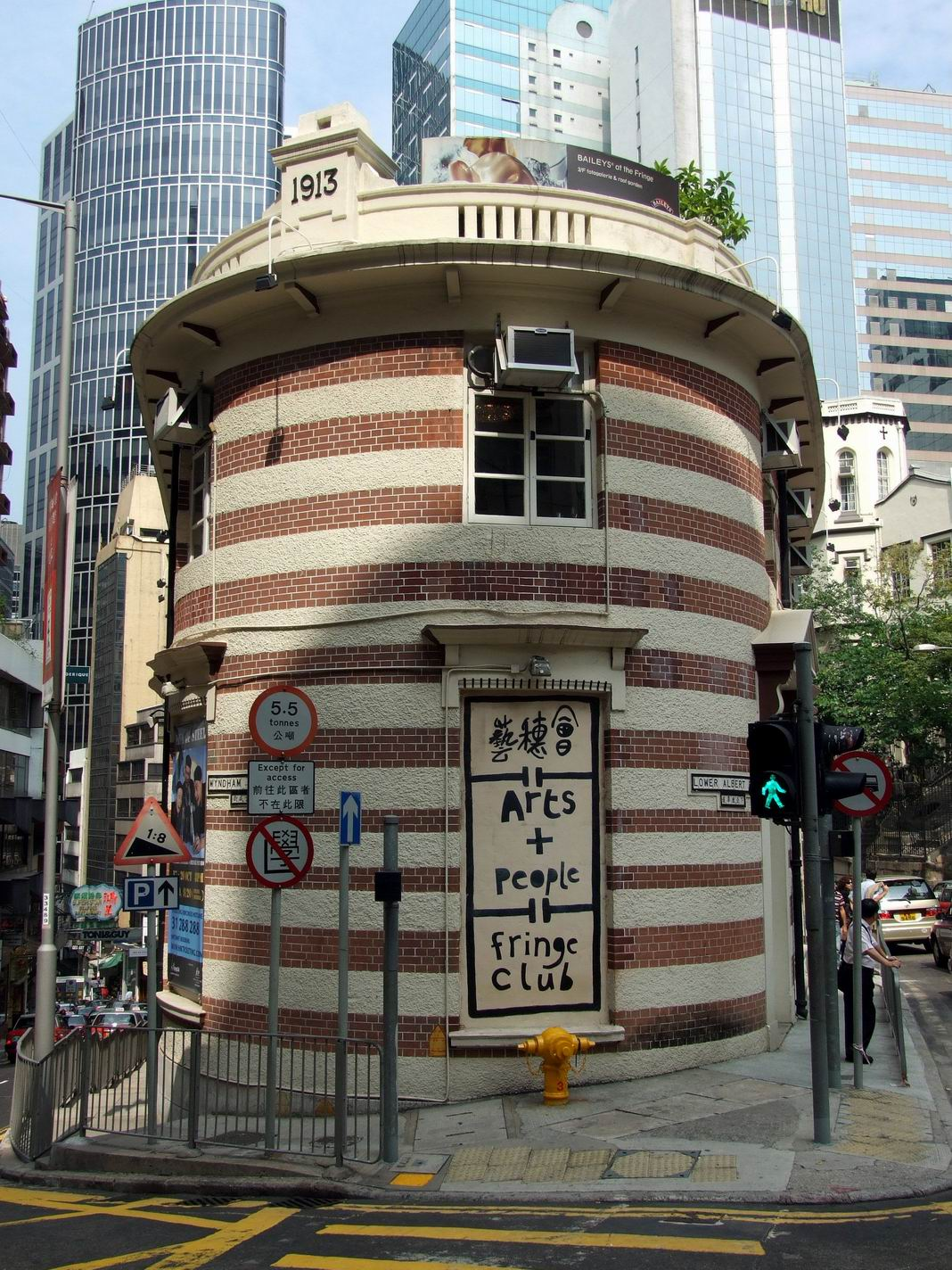
已成為藝穗會會址的前辦公室
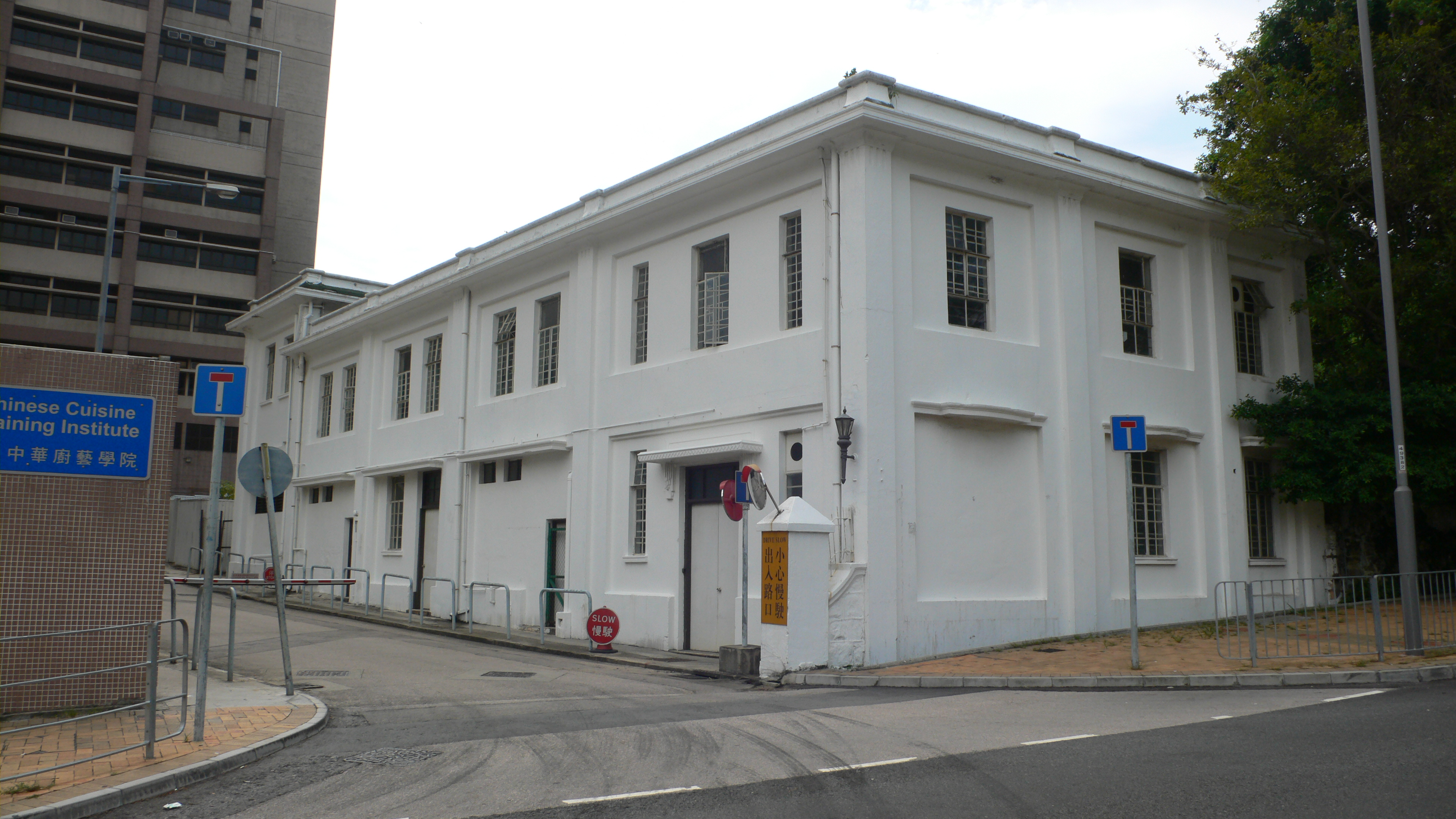
位於薄扶林的前牛奶公司前辦事處
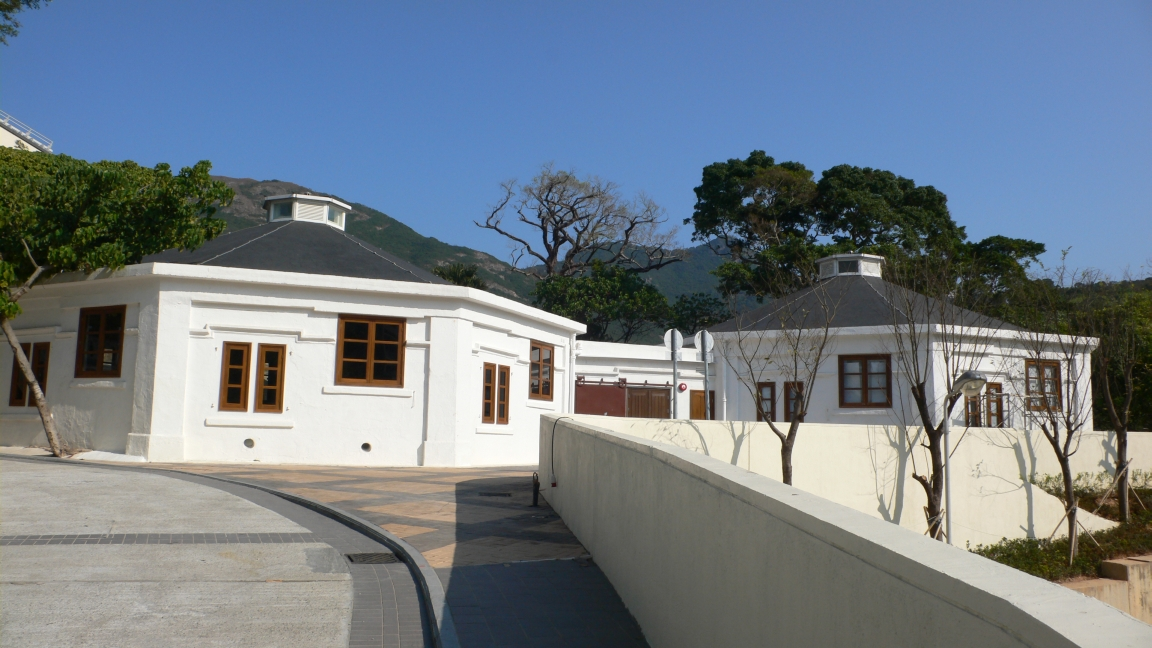
薄扶林的舊牛棚，現為香港演藝學院伯大尼校園的惠康劇院

### 『置地飲牛奶』收購事件
1970年代，牛奶公司由當時甚有影響力的華人周錫年爵士擁有控制權。牛奶公司在薄扶林牧場（今置富花園）及在銅鑼灣及觀塘等地的冰廠，佔地甚廣，因此吸引地產財團嘗試收購以取得土地。1972年底，英資怡和洋行旗下的香港置地提出收購牛奶公司股權，周錫年不接受收購。其後香港置地與周錫年爭奪牛奶公司控制權，即坊間所謂的「置地飲牛奶」事件：置地出動大額現金及大量發行股票，雙方於報章上作出廣告戰，一時成為市場焦點。牛奶公司早期以維護祖業為理由，聲言不接受收購，亦不會發展地產；但其後則改變立場，找來王德輝的華懋地產協助，提出合作發展地產的方案，希望獲得股東支持。
後期，香港置地提出1股送5股的換股計劃，加上置地在當時已是香港最大規模的地產公司，而華懋與牛奶公司的合作計劃則吸引力較低，吸引股東把股票給予置地交換。1972年12月15日，置地宣佈已取得90%牛奶公司股份；因此置地根據香港《公司條例》第168條，在1973年4月8日向其餘小股東進行强制收購。最終置地成功全面收購牛奶公司，牛奶公司的上市地位則被取消。收購事件曾引致置地及牛奶公司股價大幅上升，亦成為1973年香港股災的觸發點，及為八、九十年代怡和及置地被「六大華商」狙擊埋下伏線。
1986年，牛奶公司再從香港置地分拆，在香港上市；於九十年代以0353為上市編號。

### 近期
- 1986年2月，广州人民食品厂与广东国际食品公司、香港牛奶（广州冰琪淋）公司三方签订了合资合同，筹备成立广州冰冻食品公司，在广州市经营五羊牌雪糕。当时「五羊牌雪糕」及「Five Rams Ice Cream」的字体和颜色，甚至底下的蓝色间条都与牛奶公司非常相似，包装的样式也很接近。
- 1987年，收購台灣頂好企業旗下的頂好超市，併入惠康超市體系，改稱頂好Wellcome。
- 1989年，牛奶公司向怡和收購香港7-Eleven業務。
- 1990年5月14日，牛奶國際在倫敦證券交易所上市。[2]
- 1991年2月20日，牛奶國際在新加坡交易所主板上市。[3]
- 1996年1月26日，牛奶國際在百慕達證券交易所上市。[4]
- 1997年9月，以4000萬美元出售雀巢牛奶公司49％的股權給雀巢公司，從而退出冰淇淋和冷凍產品製造業。
- 1997年10月17日，出售西班牙Simago連鎖超市。
- 1998年2月17日收購印度尼西亞PT Hero Supermarket Tbk。
- 1998年3月25日，出售英國Somerfield連鎖超市11％的股權。
- 2001年2月5日中信泰富向牛奶國際收購慎昌公司，作價港幣四億五千萬元（當中主要為資產淨值，包括存貨和應收賬款）。慎昌於香港、中國大陸及澳門從事食品、飲品和家庭用品的批發、分銷和推廣。
- 2002年6月12日牛奶國際，出售旗下新西蘭超級市場業務 Woolworths New Zealand，予澳洲 Foodland Associated Limited，總代價 6.9億紐元（3.37億美元）。交易後，牛奶將獲逾 2億美元的淨收益。
- 2002年10月30日牛奶國際以2700萬美元（約2.1億港元），向同系怡和太平洋控股，購入宜家傢俬本港及台灣業務。
- 2003年11月15日牛奶國際以億元收購新加坡第三大超市首得惠超級市場的所有股權。首得惠在當地經營35間超市。
- 2004年6月25日 爪哇控股持有的新西蘭上市公司Trans Tasman Properties Limited（TTP）宣布，以5.55億元向牛奶國際購入沙田火炭坳背灣街1-11號火炭惠康貨倉。及後，該貨倉被拆卸重建，但在地基工程階段一度爛尾，直至2015年再由中洲控股購入，現正重建為私人屋苑星凱·堤岸。
- 2010年5月13日牛奶国际集团已经与马来西亚的Bintang超级市场集团（Bintang Supermarket Group）签署了一项买卖协议，以收购后者。
- 2012年3月9日，牛奶國際收購菲律賓Rustan's超級市場公司（RSCI）50%的股份，但沒有披露具體金額。Rustan's公司原經營10個大賣場和22個超市Rustan's超級購物中心，擁有Rustan超市和Expresslanes和Shopwise大賣場，還擁有Benny咖啡館和Gourmet-to-Go美食業務。
- 2012年5月9日，牛奶國際被授予在印度尼西亞宜家家居專營權，預計將在2014年開設了第一家專賣店。
- 2014年7月，牛奶國際出售持有的Foodworld 49％的權益和Health and Glow藥房（50%股權）給合作夥伴。
- 2014年8月11日，牛奶國際全資附屬牛奶公司，同意通過認購新股方式，以每股7元人民幣，認購813100468股，斥資56.9億元人民幣，即約71.6億港元，(9.25億美元)收購永輝超市19.99%股權。交易股份認購價為每股7元人民幣，根據彭博社的資料，此項交易是牛奶國際有史以來最大一起收購，該公司還將在採購、新鮮食品加工和門店發展等領域與永輝進行合作。
- 2014年11月7日，牛奶國際收購菲律賓藥品零售企業Rose Pharmacy的49%股份
- 2015年3月25日，牛奶國際收購澳門新苗超級市場。
- 2015年8月8日，牛奶公司以每股8.93元人民幣增持永輝超市1.43億股，交易總代價約為2.1億美元，配股完成後，牛奶公司持有永輝超市的權益將維持於19.99％。
- 2016年3月7日，印度尼西亞PT Hero Supermarket Tbk以50亿印尼盾出售旗下Startmart便利店业务比，全家便利店的经营者PT Fajar Mitra Indah。
- 2016年11月8日，宜家家居將在荃灣中國染廠大廈8咪半商場開設第4間分店，於2017年10月11日開業。
- 2017年11月20日，宜家家居以每月1169萬8,888元租金，溢價率約2.96％，成功擊退競爭者日勝生活科技投得新北市新店區中央路157號美河市商場地上1至4樓，以及159號地下1樓、地上2至3樓，另包括停車位960個。樓地板面積1萬6687坪(593776平方呎)的經營權，租期為9年11個月，捷運局與宜家家居11月17日已經完成簽約及交屋作業。
- 2017年牛奶國際向Rustan's超級市場公司（RSCI）的合營夥伴購入餘下的34%權益，Rustan's將成為全資附屬公司，2017年，RSCI的銷售額達到220億披索（約合4.4億美元），並經營12間大型超市及61間超級市場。
- 2018年2月8日宜家家居和桃園市政府合作，將在青埔的高鐵桃園站區設置旗艦店，總面積1.38公頃，總投資金額為60億元新臺幤，預計2021年底前開業。[5][6]
- 2018年3月25日牛奶國際控股以180億比索（3.436億美元）的價格出售旗下菲律賓零售業務Rustan's超級市場公司（RSCI）給菲律賓第二大零售商羅賓遜零售（Robinsons Retail）。
- 作為交換，牛奶國際控股將持有羅賓遜零售12.15％股權，牛奶國際同時斥資1.74億美元的價格向吳奕輝家族購入羅賓遜零售6.1％的股權，交易完成後牛奶國際控股將持有羅賓遜零售18.25％股權，魯賓遜零售將通過收購Rustan超級購物中心公司的股權，擁有其食品零售品牌，包括Rustan’s, Rustan’s超市， Shopwise大賣場， Shopwise Express和Wellcome，羅賓遜零售於二零一七年的銷售額為1150億披索（約23億美元），羅賓遜零售是菲律賓國內第二大多形式零售商。業務範圍包括：超市，百貨，便利店，五金和家裝，便利店，藥店，消費電子產品和家電賣場True Home，國際時尚專賣店和美容品牌，玩具店和價格概念店等於菲律賓經營1718家門店，包括154家超市，49家百貨公司，193家自助門店，496家Ministop便利店，484家藥店以及342家專賣店，並持有領先美妝產品電商平台BeautyMNL.com20％的權益和咖世家（Costa Coffee）菲律賓經營權。
- 2021年1月牛奶國際和物美商業旗下多點Dmall成立各佔50%股份的合資公司retail technology asia合作開發「Market Place by Jasons」及「Cart」兩個購物平台應用程式，將多點的商業SaaS（軟件即服務）系統接入本地超市。
- 2021年6月25日7-Eleven第1000間香港分店於中環開業。
- 2021年8月 牛奶國際更新品牌形象，品牌改名為DFI零售集團。[7]
- 2022年5月6日，牛奶國際控股有限公司（英語：Dairy Farm International Holdings Limited）公司名稱更改為DFI零售集團（英語：DFI Retail Group Holdings Limited）。[8]
- 2023年2月 出售所有馬來西亞食品業務，包括巨人霸市（Giant）、Cold Storage和Mercato給馬來西亞本地企業家拿督林德強DatukAndrew Lim，之後將專注經營Guardian藥妝店。
- 2024年9月23日，名创优品宣布以44,06亿人民币价格从DFI零售集團手中收购永輝超市19.13億股，佔公司總股本的21.08%，收购完成后DFI零售集團將不再持有永輝超市任何股份。[9][10]
- 2025年3月31日牛奶公司1.25億新元（0.93億美元）出售包括 Cold Storage、CS Fresh、Jason's Deli 和Giant品牌的新加坡食品業務給東南亞零售集團 Macrovalue

## 現況
DFI零售集團現在仍然屬怡和集團旗下，業務遍及在亞洲多國，包括香港、澳門、台灣、新加坡、馬來西亞、印度、韓國等地。早年在香港及中國內地與食品生產商雀巢合作生產，為香港家傳戶曉品牌，主要產品有牛奶及雪糕等奶製品，以及雪條等小吃。而近年為專注其零售業務，其合資公司股份已全數售與雀巢，品牌名稱改為雀巢牛奶公司。於港澳主要經營便利店7-11、超級市場惠康、新苗超級市場、健與美連鎖店萬寧、宜家家居及美心食品，在台灣經營宜家家居等。
在新加坡设有643家零售商店，旗下品牌包括7-11便利店、家宁、巨人（Giant超市）、冷藏公司（Cold Storage）、和首得惠（Shop 'n Save）。2008年，该公司在新加坡的零售面积由17万6438平方公尺增加至18万2840平方公尺，营业收入也从15亿9800万新元上升至16亿 8400万新元，涨幅达到5.4％。

### 財務
- 2021年收入、276.842億美元（附屬佔90.154億）
- 股東應佔經常溢利、3.138億美元
- 盈利、1.05億美元
- 超級市場、量販店收入、190.472億美元（永輝超市佔118.228億、附屬佔41.514億）   營業利潤0.631億美元
- 藥房收入、23.612億美元、（附屬佔18.053億） 營業利潤、2.959億美元
- 便利店收入、23.437億美元、（附屬佔22.43億） 營業利潤、0.82億美元
- 美心食品收入、24.551億美元     營業利潤、0.821億美元
- 宜家家居收入、8.157億美元     營業利潤、0.427億美元
- 羅賓遜零售收入、6.613美元     營業利潤、0.047億美元
- 分店、10000間（包括1210間美心和779間永輝）
- 員工約23萬人
- 發行13.464億股份在新加坡上市

## 旗下業務
香港2514間分店（2023年12月31日）
- 惠康超級市場308間分店（2023年12月31日）
  - 平記超級市場2間分店（已結業）
  - Jasons Ichiba，位於將軍澳中心（已結業）
  - 3hreeSixty，位於圓方和赤柱廣場
  - Oliver's位於太子大廈
  - Market Place by Jasons
  - Market Place
  - yuu
- 萬寧306間分店（2023年12月31日）
  - Mannings Plus
  - Mannings Baby
  - GNC健康食品
- 7-11便利店1087間分店（2023年12月33日）
- 宜家家居10間分店（2023年12月31日）
- 美心食品（50%股權）788間分店（2023年12月31日）
  - 星巴克
  - Shake Shack
  - COVA
  - 勞瑞斯牛肋排餐廳
  - 元氣壽司
  - 東海堂
  - 美心西餅
  - 美心MX
  - M.a.x. concepts
    - can．teen
    - 美心香港地[11]

澳門
- 萬寧22間分店（2023年12月31日）
  - Mannings Plus
- 7-11便利店49間分店（2023年12月31日）
- 美心食品25間分店（2023年12月31日）
  - 星巴克
  - Shake Shack1間
  - 芝樂坊餐館1間，位於澳門倫敦人二樓2203D-E號舖
- 新苗超級市場21間分店（2023年12月31日）
- 宜家家居1間分店，位於氹仔濠尚星皓廣場佔地約9萬平方呎
  - 宜家家居- 澳門提貨中心，位於澳門旅遊塔會展娛樂中心

台灣
- 宜家家居8間分店(分別為內湖店、新店店、新莊店、桃園店、台中店、高雄店、嘉義城市店)[12]

中國大陸
- 經營7-11便利店的廣東賽壹便利店公司（65%股權）
- 經營萬寧藥房的牛奶（中国）商贸投资控股有限公司（100%股權）
- 美心食品（50%股權）280間分店（2023年12月31日）
- 7-11便利店1833間分店（2023年12月31日）
- 萬寧藥房（100%股權）16間分店（2023年12月31日）
- 永輝超市（20.13%股權）1371間分店（2020年12月31日）（己出售）

馬來西亞
- GCH零售（马）私人有限公司（85%股權）（己出售）
- Jutaria Gemilang（70%股權）（己出售）
- Cold Storage超市 68間分店（2020年12月31日）（己出售）
  - 巨人霸级市场（Giant） 70間分店（2018年12月31日）（己出售）
  - Jason's Food Hall. （已結業2020年3月22日）
  - Mercato（己出售）
  - ShopSmart!（己出售）
- 美心食品（50%股權）5間分店（2023年12月31日）
  - 元氣壽司
- 佳寧藥房（Guardian Pharmacy）556間分店（2023年12月31日）

新加坡
- Cold Storage 101間分店（2020年12月31日）（己出售）
  - CS Fresh by Cold Storage （己出售）
  - Market Place by Jasons（己出售）
  - 巨人霸级市场（Giant）（已結業）
- 佳寧藥房（Guardian Pharmacy）128間分店（2023年12月31日）
- 7-11便利店467間分店（2023年12月31日）
- 美心食品（50%股權）175間分店（2023年12月31日）
  - 星巴克
  - 元氣壽司

印尼
- PT Hero Supermarket Tbk（84.5%股權）115間分店（2020年12月31日）（己出售）
- 佳寧藥房（Guardian Pharmacy），341間分店（2023年12月31日）
- 宜家家居7間分店（2023年12月31日）

越南
- Giant South Asia (Vietnam) Limited（70%股權）（己出售）
- 佳寧藥房（Guardian Pharmacy），127間分店（2023年12月31日）
- 美心食品（50%股權）126間分店（2023年12月31日）
  - 星巴克

汶萊
- Giant hypermarkets，0間分店（2019年12月31日）
- 佳寧藥房（Guardian Pharmacy），24間分店（2020年12月31日）

菲律賓
- 羅賓遜零售（Robinsons Retail））21.13％股權（己出售）
  - Rustan's超級市場公司（RSCI） 263間分店（2020年12月31日）（己出售）
  - Ministop 481間分店（2020年12月31日）已改名为Uncle John's |（己出售）
  - Rustan's超級購物中心 （己出售）
  - Gourmet-to-Go美食業務（己出售）
  - Benny咖啡館（己出售）
  - Expresslanes和Shopwise大賣場（己出售）
  - The Generics Pharmacy（己出售）
- Rose Pharmacy （100%股權），1101間分店（2023年12月31日）（己出售）

柬埔寨
- 幸運超市（Lucky Supermarket）70%股權
- 惠康超級市場85間分店（2023年12月31日）
- 美心食品（50%股權）50間分店（2023年12月31日）
  - 星巴克

泰國
- 美心食品（50%股權）568間分店（2023年12月31日）
  - 星巴克（64%股權）
  - 元氣壽司

## 旗下物業
- 山頂餐廳
- 山頂道100號
- 牛奶公司淺水灣購物中心
- 牛奶公司碧翠路購物中心
- 牛奶公司舂磡角購物中心
- 牛奶公司雲景道購物中心
- 牛奶公司僑福道購物中心
- 牛奶公司白建時道商場
- 銅鑼灣記利佐治街25-29號（部分）
- 英皇道416-426號新都城地庫分店收銀機前多個空置舖位
- 沙宣道54號，地盤面積約29,519方呎，最高地積比率限制為0.75倍，可建樓面約22,139方呎。
- 旺角窩打老道84J至84M號地下，面積約11506平方呎
- 荃灣路德圍57至61號地舖，面積約6939平方呎
- 北角英皇道125至133號地下A舖，面積約5000平方呎
- 長沙灣福榮街520至530號地下A舖，面積約7643平方呎

## 自家品牌
商標持有人，DFI International Brands Limited
- Meadows美諾士
- Meadows Essentials
- 首選牌
- 特惠牌
- 御品皇（中式食品）
- 金暹
- 啤爾威
- Bierweg皮爾森（德國啤酒）
- 艾菲度（粉麵，食油，調味料）
- 新康營（殼物，調味料，零食）
- 船長之選（罐頭食品）
- 營採（罐頭食品，零食）
- 烘焙兄弟（餅乾，零食）
- Momoko（零食，飲品）
- 滋味派（零食，乾果）
- 法特華（飲用水）
- MaRKeT GaRdEN
- Southdale Farm
- 威尼多，Veneto（飲用水）
- 伊活，EvaPura（飲用水）
- 樂茶敍，brewtime（茶葉）
- 好豆，THE GOOD BEAN CO（咖啡）
- 潔保加，ACTI-PRO（個人護理用品）
- 水涓肌，AquaBliss（個人護理用品）
- 特柔，Soft（紙巾，厠紙）
- Clean Paw 潔寶（貓砂）
- 多齒美，DentiSmile（牙刷）
- 全效納米，Nano Power （洗衣液）
- 滅菌樂，bacattack（清潔劑）
- 樂兒淘，Jolly tots（紙尿片）
- 生活全集，simply living（家居用品）
- KUSABANA （頭髮護理產品）
- Botaneco Garden（頭髮護理產品）
- Nature’s Heart
- MAX SONIC（牙刷）
- be you tiful（美妝）
- vinedos de chile（紅白酒）
- FLINDERS CHOICE（紅白酒）
- Red Peak（紅白酒）
- happy mask（口罩，面膜）
- ACTIPRO +（口罩）
- KITCHEN on the go!
- NUMBER eI8ht
- Mi&co
- Charmer（酒類）
- ROYAL MAJESTY 皇稻
- VILLAGE BAKERY
- derma365（個人護理用品）
- skin.BIOTICS（護膚）
- Health Proof康寶庫（營養食品）
- BUZZAWAY
- kiwi lab 奇異立寶
- LipHop（潤唇膏）
- EZION
- 御漢堂
- 太醫殿